# H.C. Branner
Hans Christian Branner (født 23. juni 1903 i Ordrup, død 23. april 1966 i København) var en dansk forfatter. Fra 1960 var H. C. Branner medlem af Det Danske Akademi.

## Forfatterskab
Han har skrevet både romaner, noveller (To minutters stilhed, 1944), essays (Vandring langs floden, 1956) og skuespil (Thermopylæ, 1958). I sine romaner er han pædagogisk og forklarende. H.C. Branner debuterede med romanen Legetøj i 1936. Han blev meget hurtigt populær, da hans romaner og noveller handlede om den virkelighed læserne levede i. Og han skrev forståeligt. I et interview med Niels Birger Wamberg talte H.C.Branner om sin debut Legetøj, der i første omgang ikke kunne sælges, men som senere som billigbog gik i et enormt oplag
H.C. Branner modtog mange priser og legater. Han skrev om mennesker og den måde de påvirker hinanden på — positivt og negativt. Han var inspireret af Freuds teorier om, at årsagen til et menneskes problemer ligger dybt i personligheden. Hans måde at løse dem på var at se tilbage på barndommen for at finde årsagen til problemerne.
Branner havde troen på, at mennesket bliver frit ved at kende sin fortid og bearbejde den. Hans hovedpersoner er tit mennesker i krise, og forfatteren beskrev, hvordan de så ind i sig selv for at finde løsningen. Branner var humanist og anså tolerance for grundlæggende. Magtsyge og trang til at bestemme over andre anså han som ødelæggende og som en modsætning til kærligheden.

## Privatliv
Han blev født 23. juni 1903 i Ordrup som søn af rektor ved Ordrup Gymnasium Christian Branner og Fanny Branner, født Frederiksen.
Han blev i 1921 student fra Ordrup Gymnasium.
Han blev gift 20. juni 1930 i Skovshoved Kirke med Karen Margrethe Ingeborg Eline Havn de Moldrup (1906-1993). og var far til journalist og forfatter Jens Branner (1933-2013).
H.C. Branner ligger begravet på Hørsholm Kirkegård.

## Udvalgt bibliografi
- Legetøj – 1936
- Barnet leger ved stranden – 1937
- Om lidt er vi borte (noveller) – 1939
- Drømmen om en kvinde – 1941
- Historien om Børge – 1942
- To minutters stilhed (noveller) – 1944
- Angst (noveller) – 1947
- Rytteren – 1949
- Søskende (drama) – 1952
- Ingen kender natten – 1955
- Ariel (noveller) – 1963

## Hædersbevisninger
- Emma Bærentzens Legat (1934)
- Boghandlernes gyldne Laurbær (1950)
- Holberg-medaljen (1954)